# Marietta (Pensilvania)
Marietta es una localidad (con categoría de borough) ubicada en el condado de Lancaster en el estado estadounidense de Pensilvania. En el año 2000 tenía una población de 2689 habitantes y una densidad poblacional de 1,38 personas por km².

## Geografía
Marietta se encuentra ubicado en las coordenadas 40°3′26″N 76°33′21″O / 40.05722, -76.55583.

## Demografía
Según la Oficina del Censo en 2000 el ingreso medio por hogar en la localidad eran de 40 563$ y los ingresos medios por familia eran 46 905 $. Los hombres tenían unos ingresos medios de 33.783 dólares frente a los 21.863 $ para las mujeres. La renta per cápita para la localidad era de 19 265 dólares. Alrededor del 9'2% de la población estaba por debajo del umbral de pobreza.
En el censo de 2010 contaba con 2588 habitantes.